# Aaron Hernandez
Vous lisez un « bon article » labellisé en 2017.
Pour les articles homonymes, voir Hernández.
(en) Statistiques sur pro-football-reference
Aaron Josef Hernandez, né le 6 novembre 1989 à Bristol dans le Connecticut et mort le 19 avril 2017 à Leominster au Massachusetts, est un joueur américain de football américain qui évoluait au poste de tight end.
Parti en Floride pour jouer avec les Gators, Hernandez devient champion universitaire et l'un des meilleurs jeunes à son poste. Sélectionné par les Patriots de la Nouvelle-Angleterre au quatrième tour de la draft 2010 de la NFL, il tombe à la 113e place de la sélection car de nombreuses équipes s'inquiètent de ses affaires et relations hors des terrains en Floride. Ses débuts en National Football League sont prometteurs. Plus jeune joueur de la ligue, Aaron Hernandez s'adapte et progresse rapidement, devenant une option offensive efficace. Il contribue à la qualification pour le Super Bowl XLVI perdu en 2011. Son association unique avec un autre talentueux tight end, Rob Gronkowski, est une révolution dans la ligue.
En août 2012, Hernandez signe un contrat lucratif avec les Patriots, faisant de lui un multi-millionnaire. La saison 2012 du tight end mobile est entachée par une blessure à la cheville qui lui fait manquer huit rencontres. L'échec en phase finale de l'équipe de la Nouvelle-Angleterre marque également la fin de sa carrière sportive. Arrêté, inculpé de meurtre et emprisonné en juin 2013, il est licencié par les Patriots.
Condamné à la prison à vie pour meurtre, il se suicide dans sa cellule de prison à l'âge de 27 ans, trois jours après son acquittement dans une autre affaire de double homicide dans la banlieue de Boston. Qualifié de « gangster », père de famille, il met fin à un feuilleton judiciaire et médiatique dont l'étape suivante devait être le procès en appel de sa condamnation à vie.

## Biographie

### Jeunesse
Aaron Josef Hernandez naît le 6 novembre 1989 à Bristol dans le Connecticut, de l'union de Dennis Hernandez, descendant porto-ricain, et de Terri Valentine-Hernandez, d'origine italienne. Son père Dennis est, comme son frère jumeau David, une ancienne vedette sportive de la région jusqu'à obtenir une bourse universitaire complète à l'université du Connecticut pour ses performances sur les terrains de football américain,. Sa mère, Terri, est secrétaire dans une école de la ville. Ses parents divorcent en 1991 avant de se remarier en 1996. Les deux parents apportent leur lot de problèmes dans le foyer : son père est arrêté pour avoir essayé d'acheter de la cocaïne alors qu'Aaron a 3 ans, sa mère est arrêtée dans une affaire de paris illégaux alors qu'il a 11 ans. Terri trompe son mari avec un autre trafiquant de cocaïne, Jeff Cummings, le mari de la cousine d'Aaron Hernandez dont il est proche, Tanya Singleton,. Avant de se séparer définitivement, ses parents ont donné naissance à deux fils, son frère aîné Jonathan — surnommé D. J. —, trois ans plus âgé que lui, et lui. Joueur vedette de football américain, D. J. évolue au poste de quarterback pour UConn, l'université d'attache de la famille. Devenu entraîneur au niveau universitaire, il entraîne son jeune frère, Aaron, de nombreuses années. La relation entre les deux frères est très forte.
Aaron Hernandez échappe aux tensions familiales en s'impliquant dans le football américain. Il entre au lycée de Bristol Central avec un corps d'athlète et semble être un homme parmi les enfants dans l'équipe des Rams pour laquelle il joue. Grand, musclé, il attrape 67 passes pour un total de 1 807 yards en 2006 lors de sa dernière année en high school, battant le record de l'État de yards à la réception sur une saison et est nommé joueur de l'année de l'État du Connecticut,. Il bat également le record de l'État sur une seule rencontre en réceptionnant pour 376 yards. En trois saisons avec Bristol Central, Hernandez cumule 157 réceptions pour 3 437 yards et inscrit 45 touchdowns. En cette même année 2006, alors qu'il a 16 ans, son père, Dennis Hernandez, meurt à l'âge de 49 ans à la suite d'une erreur médicale lors d'une opération de hernie qui s'infecte et se révèle mortelle,. Aaron Hernandez vit une période difficile après le décès de son père dont il était très proche malgré sa violence, ce dernier le frappe régulièrement dans son enfance comme l'a révélé une enquête journalistique en 2018.

### Carrière universitaire
Le site Scout.com considère Aaron Hernandez comme le meilleur tight end du pays pour le recrutement universitaire de 2007. D'abord engagé du côté de l'université du Connecticut, le joueur est courtisé par Urban Meyer jusqu'à ce qu'il choisisse de quitter son cadre familial pour la Floride et les Gators,,. Diplômé six mois avant la fin de l'année lycéenne parce qu'il est un bon joueur de football américain, Hernandez arrive en Floride en janvier 2007, jeune et immature. Meyer désigne les jumeaux Mike et Maurkice Pouncey comme tuteurs du jeune Hernandez et demande à Tim Tebow de veiller sur son coéquipier. Ces derniers ne peuvent cependant pas écarter Hernandez de différents incidents. Durant ses années universitaires, il est fait état de ses fréquentations proches du milieu des gangs de Gainesville. Le joueur excelle sur le terrain et est protégé par l'encadrement de l'équipe, notamment son entraîneur. De nombreux autres joueurs de l'effectif des Gators font l'objet d'arrestations.
En 2007, il joue les treize matchs de l'équipe dont trois comme titulaire, réceptionnant neuf passes pour 151 yards et deux touchdowns. L'année suivante, il profite de la blessure de Cornelius Ingram pour gagner du temps de jeu. Il débute onze des treize matchs de la saison qu'il finit avec 34 réceptions pour 381 yards et cinq touchdowns. Lors du BCS National Championship Game 2009, les Gators battent les Sooners de l'Oklahoma 24 à 14 dans un match au cours duquel Hernandez reçoit cinq passes pour 57 yards. Présent dans la meilleure équipe universitaire de l'année, Hernandez est entouré notamment par Tim Tebow, Percy Harvin, les frères Pouncey et même Cam Newton, alors remplaçant.
En 2009, son année junior, Hernandez remporte la récompense John Mackey du meilleur tight end de la NCAA, après avoir été le receveur numéro un de l'équipe. Lors de cette saison, il reçoit 68 passes pour 850 yards et cinq touchdowns. Après cela, il décide de ne pas effectuer sa dernière année à l'université pour s'inscrire à la draft de la NFL.

### Carrière professionnelle

#### Sélection et signature du contrat
Après avoir manqué le NFL Scouting Combine à cause d'une blessure au dos, Aaron Hernandez doit impressionner les recruteurs de la National Football League lors de la journée de tests organisée par les Gators de la Floride, ce qu'il fait en courant un sprint de 40 yards en moins de 4,7 s,. Il prouve aussi sa force physique avec 30 répétitions au développé couché, bien que ses mensurations physiques ne soient pas des plus impressionnantes pour un joueur de son poste.
| Taille                | Poids              | Long. bras          | Taille main        | 40 yards | 20-yard shuttle | 3-cone drill | Dét. vert.       | Dét. long.         | Dév. couché |
| --------------------- | ------------------ | ------------------- | ------------------ | -------- | --------------- | ------------ | ---------------- | ------------------ | ----------- |
| 1,88 m (6 ft 2,33 in) | 111,15 kg (245 lb) | 81,28 cm (32,25 in) | 22,86 cm (9,75 in) | 4,64 s   | 4,18 s          | 6,83 s       | 83,82 cm (33 in) | 2,82 m (9 ft 3 in) | 30 rép.     |

Aaron Hernandez est sélectionné au quatrième tour de la draft 2010 de la NFL par les Patriots de la Nouvelle-Angleterre au 113e rang,, au lendemain de la sélection de Rob Gronkowski, jeune tight end lui aussi. The Boston Globe affirme que si Hernandez n'a pas été sélectionné plus tôt, c'est qu'il a été contrôlé positif à de multiples reprises sur des tests de drogues. Cet article fait l'effet d'une petite bombe et les Patriots contre-attaquent en affirmant que Hernandez n'a échoué qu'à un seul test anti-drogue et qu'il intéressait de nombreuses équipes lors du NFL Scouting Combine. Avant sa sélection, Hernandez a envoyé une lettre au directeur du personnel des Patriots, Nick Caserio, afin de s'engager à être contrôlé contre la drogue et à abandonner une partie de son salaire si un contrôle se révèle être positif.
Le 8 juin 2010, il signe un contrat de quatre ans avec la Nouvelle-Angleterre. Sa prime à la signature est faible en raison de potentiels problèmes hors des terrains et compensée par des primes liées à son temps de jeu dans l'équipe et à sa présence aux entraînements.

#### Première saison dans la ligue (2010)
Aaron Hernandez commence la saison 2010 dans l'effectif des Patriots de la Nouvelle-Angleterre. À 20 ans, il est le plus jeune joueur de la saison en National Football League. Lors de la deuxième journée, contre les Jets de New York, il reçoit six passes pour 101 yards. La semaine suivante, Hernandez est celui qui reçoit le plus de ballon des Patriots avec six réceptions pour 65 yards et une course de 13 yards contre les Bills de Buffalo. Aucun tight end des Patriots n'a réussi une course aussi longue dans l'histoire de l'équipe.
Il faut attendre la neuvième semaine de la saison régulière pour qu'Hernandez marque son premier touchdown sur une passe d'un yard de Tom Brady, déviée par un défenseur. Lors de cette rencontre contre les Browns de Cleveland, le tight end marque un second touchdown, également d'un yard. Lors de la quinzième journée, il reçoit deux passes pour touchdown de Brady contre les Packers de Green Bay, ce qui lui permet de remporter la récompense de meilleur débutant de la semaine. Il termine la saison avec quarante-cinq réceptions pour 563 yards et six touchdowns en quatorze matchs dont sept comme titulaire.

#### Progression jusqu'au Super Bowl (2011)

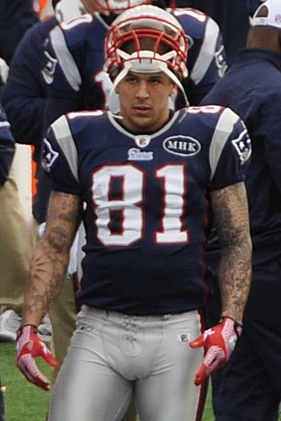
Aaron Hernandez en tenue des Patriots en 2011.

En juillet 2011, lors du camp d'entraînement de la saison, Aaron Hernandez laisse le maillot numéro 85 à la recrue Chad Johnson surnommé Ochocinco, « 85 » en espagnol. Hernandez retrouve le numéro 81, anciennement porté par Randy Moss, et qu'il a déjà porté avec les Gators de la Floride.
Conscients d'avoir deux des meilleurs joueurs de la ligue à leur poste avec Aaron Hernandez et Rob Gronkowski, les Patriots de la Nouvelle-Angleterre développent un plan de jeu offensif avec les deux tight ends en même temps, des formations innovantes et puissantes, une petite révolution dans la ligue.
Dès le début de la saison 2011, Hernandez montre des signes de progression et est une cible de choix du quarterback Tom Brady. Lors du match d'ouverture, il reçoit 7 passes pour 103 yards contre les Dolphins de Miami. Hernandez joue quatorze rencontres de la saison 2011, en manquant deux à cause d'une blessure au genou. Lors de la semaine 15, il bat son record de 129 yards et inscrit un touchdown contre les Broncos de Denver. En décembre 2011, il est sélectionné comme joueur réserviste au Pro Bowl pour ses performances lors de la saison.
Son duo avec Gronkowski bat de nombreux records pour des tight ends d'une même équipe avec 169 réceptions combinées et un total de 2 237 yards en une seule saison. Hernandez est la principale cible de Brady avec 75 réceptions sur 104 tentatives mais il grandit dans l'ombre de Gronkowski, l'un des meilleurs tight ends de l'histoire de la National Football League. Le duo a également des surnoms comme « The Boston TE Party » et « Shake and Quake ».
Lors des rencontres éliminatoires, Hernandez contribue à l'avancée des Patriots jusqu'au Super Bowl XLVI, réalisant une course de 43 yards contre les Broncos,. Il inscrit un touchdown au Super Bowl XLVI dans la défaite des Patriots contre les Giants de New York sur le score de 21 à 17. Il réceptionne également une passe sur la dernière série offensive des Patriots et est à la réception de la dernière tentative de son équipe, un Hail Mary, mais ne peut attraper le ballon ou le dévier suffisamment vers Rob Gronkowski,.

#### Prolongation de contrat et blessure (2012)
Le 27 août 2012, Aaron Hernandez paraphe un nouveau contrat de cinq ans avec les Patriots, prolongeant ainsi son contrat jusqu'en 2018. Il signe une prime à la signature de 12,5 millions de dollars, un record pour un tight end, et un contrat d'une valeur de 40 millions de dollars. À la suite de la signature de son contrat, Hernandez fait une donation de 50 000 dollars à la fondation Myra Kraft Giving Back,.
Hernandez se blesse en début de saison, contre les Cardinals de l'Arizona,, subissant une entorse de la cheville droite qui lui fait manquer quatre semaines de compétition,. À son retour sur les terrains, il attrape 6 passes lors d'une défaite 24 à 23 contre les Seahawks de Seattle. La semaine suivante, il attrape pour 54 yards contre les Jets de New York mais sa blessure à la cheville l'oblige de nouveau à manquer quatre matchs.
Il revient à la compétition contre les Jets fin novembre, bien qu'il soit encore limité à l'entraînement. Deux semaines plus tard, après une semaine de repos pour les Patriots, Hernandez revient comme un élément clef de l'attaque de l'équipe avec 97 yards à la réception. Le 10 décembre, il inscrit deux touchdowns contre les Texans de Houston.
Il effectue sa dernière apparition en compétition le 20 janvier 2013 contre les Ravens de Baltimore en phase finale. Les Patriots perdent la rencontre 28 à 13 et sont éliminés de la course au Super Bowl. À la fin de la saison 2012, Aaron Hernandez est classé 77e meilleur joueur de la NFL.

#### Fin de carrière brutale (2013)
Après la saison 2012, Aaron Hernandez part en Californie pour s'entraîner avec Tom Brady et son entraîneur personnel Alex Guerrero afin de préparer la saison suivante et de travailler sur la rééducation de sa cheville blessée. Hernandez manque plusieurs séances de rééducation et des entraînements avec l'équipe pendant l'inter-saison et il est proche de se faire licencier par Bill Belichick qui l'a averti.
Le 20 juin 2013, les Patriots décident de couper les liens avec le joueur à la suite des révélations de la potentielle implication du joueur dans une affaire d'homicide. Dès le début de l'enquête policière, l'équipe interdit l'accès au terrain d'entraînement et au stade à Hernandez. Deux heures après l'arrestation du joueur par la police à son domicile pour le meurtre d'Odin Lloyd, les Patriots de la Nouvelle-Angleterre mettent fin au contrat d'Aaron Hernandez avec le club. Aucune autre équipe de la National Football League ne souhaite récupérer le joueur. Dans la continuité, le commissaire de la ligue Roger Goodell annonce qu'aucune franchise ne peut signer le joueur, désormais libre, sans son accord. Le propriétaire des Patriots, Robert Kraft, annonce que les Patriots ont été trompés par le joueur.
CytoSport et Puma rompent alors immédiatement les contrats de partenariat avec le joueur,. Les maillots d'Hernandez sont retirés de la vente par la ligue et ses partenaires. EA Sports retire le joueur des jeux vidéo NCAA Football 14 et Madden NFL 25. Une photographie d'Hernandez est enlevée des vitrines du Pro Football Hall of Fame à la suite de la demande de plusieurs visiteurs.

### Inculpations judiciaires

#### Incidents à Gainesville
Peu après son arrivée sur le campus de l'université de Floride à Gainesville en janvier 2007, le jeune Aaron Hernandez, âgé de 17 ans, est arrêté à deux reprises, d'abord pour mauvaise conduite d'un scooter le 5 février puis pour la conduite sans plaque d'immatriculation d'une moto rouge le 21 avril.
Le 28 avril, il consomme deux boissons alcoolisées dans un restaurant de Gainesville, refuse de payer la note et est escorté par un employé du restaurant hors de l'établissement. Alors que l'employé retourne au restaurant, Hernandez le frappe sur le côté de la tête, le blessant,. Bien que la police souhaite que le joueur soit poursuivi, les deux parties trouvent un accord afin d'éviter le procès,.
Le 30 septembre de la même année, une fusillade éclate sur trois hommes alors qu'ils attendent dans un véhicule à un feu de circulation. Sortis de boîte de nuit, les trois hommes auraient parlé aux mauvaises personnes dans la discothèque. Le chauffeur de la voiture a reçu une balle dans le bras et un des passagers une à l'arrière de la tête. L'autre passager, non blessé, brosse le portrait du tireur : un « Hawaïen » ou « hispanique » de forte corpulence ayant de nombreux tatouages. La police suspecte alors Hernandez qui refuse de parler aux officiers de police. Puisqu'aucune plainte n'est déposée, l'affaire est déclarée sans suite.

#### Meurtre d'Odin Lloyd
Le 17 juin 2013, Odin Lloyd, joueur de football américain semi-professionnel des Bandits de Boston, est retrouvé mort par balle. Au lendemain du meurtre, les policiers perquisitionnent le domicile d'Hernandez pendant plusieurs heures. Principal suspect de l'enquête, Hernandez est d'autant plus suspecté lorsque la police apprend qu'il a détruit son téléphone et le système de sécurité de sa maison. Hernandez connaît la victime, qui est le compagnon de la sœur de son épouse depuis un an. La police découvre des messages de la victime à sa sœur quelques minutes avant son meurtre indiquant qu'il est avec quelqu'un lié à la NFL,.
Le 26 juin 2013, Aaron Hernandez est inculpé du meurtre d'Odin Lloyd,. L'affaire fait la une de tous les journaux du pays. Les Patriots décident immédiatement de mettre fin à son contrat. Hernandez se présente à son procès avec un air hautain, arrogant et indifférent à la mort d'Odin Lloyd,.
Le 15 avril 2015, après 35 heures de délibérations, il est jugé coupable de meurtre au premier degré par le jury de la cour de justice fédérale de Bristol et condamné à la prison à vie,. Le 20 janvier 2017, le jugement en appel est reporté du fait du procès en cours pour les deux chefs d'accusation de meurtre pour des tirs mortels sur Daniel de Abreu et Safiro Furtado le 16 juillet 2012 dans le sud de Boston.
Comme conséquence à son suicide en prison, la Juge Garsch l'a déclaré non-coupable du meurtre d'Odin Lloyd en application de la règle dite de l'abattement ab initio. Cette règle datant du XIXe siècle veut qu'un accusé soit déclaré non-coupable en cas de décès avant que toutes les voies de recours n'aient été purgées. La Juge Garsch a, au moment d'énoncer ce verdict, exposé que cette règle s'imposait à elle et qu'elle n'avait pas d'autre choix que déclarer Aaron Hernandez non-coupable.
Mais, le 13 mars 2019, la Cour Suprême du Massachussetts a aboli, à l'unanimité, la règle de l'abattement ab initio en considérant qu'elle n'était plus adaptée à l'époque et la condamnation d'Aaron Hernandez a été rétablie. Néanmoins, les avocats d'Aaron Hernandez ont a nouveau saisi la Cour Suprême en exposant que l'abolition de la règle ne pouvait valoir qu'aux dossier futurs et qu'elle ne pouvait pas avoir d'effet rétroactif.

#### Tentative d'homicide sur Alexander Bradley
Aaron Hernandez est également accusé d'avoir tiré sur son meilleur ami, Alexander Bradley, dans le sud de la Floride en février 2013 dans le but de l'empêcher de parler du double homicide de Boston. Hernandez est accusé d'avoir pointé un pistolet entre les deux sourcils de Bradley, d'avoir tiré et de l'avoir laissé pour mort. Bradley porte plainte contre Hernandez le 13 juin 2013.
Selon Bradley, cet événement lui a fait perdre son œil droit et il souhaite la mort d'Hernandez depuis. Il indique que le joueur de football américain a tenté de le tuer car il savait pour le double homicide de Boston ayant eu lieu une année plus tôt. En mai 2015, les charges sont requalifiées en intimidation de témoin, puis sont intégrées au procès du double homicide de Boston le 1er mars 2017 lors duquel Bradley témoigne contre son meilleur ami,,. Le 14 avril 2017, Aaron Hernandez est acquitté des charges d'intimidation de témoin,.

#### Double homicide de Boston
Dans la foulée de son arrestation pour le meurtre d'Odin Lloyd, Aaron Hernandez est suspecté pour le double meurtre de Daniel Jorge Correia de Abreu, 29 ans, et de Safiro Teixeira Furtado, 28 ans, tous deux de Dorchester, ayant eu lieu le 16 juillet 2012. Les deux hommes ont été tués par balles dans un véhicule dans le sud de la banlieue de Boston après avoir passé la soirée dans la boîte de nuit Cure Lounge. Les enquêteurs suspectent Hernandez d'avoir ensuite tué Lloyd pour couvrir cette première affaire. Le 15 mai 2014, Aaron Hernandez est inculpé pour le double meurtre de Daniel Jorge Correia de Abreu et Safiro Teixeira Furtado.
L'accusation s'appuie sur le témoignage d'Alexander Bradley, proche d'Hernandez, qui accuse le joueur du double meurtre,. La défense d'Aaron Hernandez défend la thèse que Bradley est le tireur et que la crédibilité de ce dealer de drogues est faible, d'autant qu'il a passé un accord pour témoigner en échange d'une immunité,. Le 14 avril 2017, Aaron Hernandez est acquitté des charges pour ce double meurtre et quitte la salle d'audience en pleurs,. Il est condamné à la seule charge de possession illégale d'une arme à feu.

### Emprisonnement
De juin 2013 à avril 2017, Aaron Hernandez passe les quatre dernières années de sa vie en prison. Attaqué par un co-détenu à la prison du comté de Bristol en 2014, Hernandez est également impliqué dans une bagarre en mai 2015. Avant son verdict, il est sanctionné pour quatre autres violations des règles : menaces de mort sur un officier et sa famille, test d'urine positif à un anti-douleur, refus d'obéir à un ordre et possession de l'attirail d'un gang.
Après sa condamnation en avril 2015, Hernandez est placé sous surveillance pour qu'il ne se suicide pas. Après une transition dans le centre d'accueil pénitentiaire de Cedar Junction après sa condamnation, Hernandez est placé au centre correctionnel de Souza-Baranowski, prison de très haute sécurité. Il correspond avec des lettres, reçoit des visites de son frère et de sa compagne, et ajoute de nouveaux tatouages sur son corps. Ses visites ont lieu dans une pièce ne laissant pas de place à un contact avec le visiteur ou même à un semblant de confidentialité. Aaron organise des entraînements physiques avec les autres prisonniers. Il commence à jouer aux échecs et devient un lecteur assidu. Malgré ces passe-temps, il multiplie les incidents en prison, entre altercations avec ses co-détenus, possession d'une arme fabriquée et encore présence non autorisée dans sa cellule d'un autre détenu. Hernandez perd alors l'utilisation de son téléphone et le droit d'aller à la salle de sport.

### Suicide en prison
Trois jours après avoir été mis hors de cause du double homicide de Boston, Aaron Hernandez se suicide dans sa cellule de prison à l'âge de 27 ans avec un drap attaché à la fenêtre de la cellule. Dans une cellule individuelle, Hernandez s'est pendu et a tenté de bloquer la porte de sa cellule avec différents objets. Trouvé par les gardes avec « John 3:16 » inscrit au marqueur rouge sur son front et une bible ouverte à ce passage à côté de son corps, il est transporté à la clinique UMass Memorial-HealthAlliance où il est déclaré mort une heure plus tard. Une lettre de suicide est trouvée près de son corps et publiée par la justice. Son avocat, Jose Baez, doute de la version officielle et demande une enquête indépendante.
Son suicide alors qu'il attendait d'être jugé en appel de sa condamnation lui permettait, sous l'empire de l'ancienne loi du Massachusetts de ne pas être considéré légalement comme coupable. Ce point juridique permettait aux héritiers d'Aaron Hernandez de pouvoir prétendre au paiement du reste du contrat signé avec les Patriots de la Nouvelle-Angleterre en 2012, soit au moins un bonus de 3,5 millions de dollars et 2,5 millions de dollars de salaire garanti alors que quatre semaines après son décès, la juge E. Susan Garsh a abandonné les charges contre Hernandez par abattement ab initio,.
Mais par une décision rendue le 13 mars 2019, la Cour Suprême du Massachussetts a écarté l'application de cette loi et rétabli la condamnation pour meurtre d'Aaron Hernandez. Les magistrats ont estimé que l'ancienne loi était « dépassée et ne correspond plus aux circonstances de la vie contemporaine ». Par conséquent, la famille du joueur ne peut plus prétendre au paiement du restant des sommes du contrat l'ayant lié aux New England Patriots.
Des funérailles privées sont organisées par la famille du joueur le 24 avril 2017 dans sa ville natale de Bristol.

### Encéphalopathie traumatique chronique
Après son décès, la famille d'Aaron Hernandez décide de faire donation de son cerveau au centre de recherche de l'encéphalopathie traumatique chronique (CTE) afin d'évaluer si les chocs à la tête subis pendant sa carrière de football américain sont la cause des changements de comportement du joueur. Le 21 septembre 2017, la directrice du centre de CTE de Boston, Dr Ann McKee, révèle que l'autopsie dévoile que le cerveau d'Hernandez est atteint d'encéphalopathie traumatique chronique de niveau trois sur quatre,. L'état avancé de la maladie est inédit pour un joueur de cet âge,. Celle-ci provoque des changements d'humeur, de la dépression et d'autres désordres cognitifs. Les chercheurs n'évoquent cependant pas de lien entre la maladie et la violence d'Aaron Hernandez. Les chercheurs annoncent également que le joueur souffre d'une nouvelle atrophie du cerveau et des larges perforations du septum pellucidum, une membrane verticale du cerveau,. Le jour même des conclusions, l'avocat de la famille Jose Baez annonce une plainte contre la National Football League pour n'avoir pas protégé la santé du joueur, menant à une maladie qui prive sa fille Avielle d'un père.

### Vie privée
En 2007, Aaron Hernandez se met en couple avec Shayanna Jenkins. Ensemble, ils ont une fille, Avielle Janelle Jenkins-Hernandez, qui naît en novembre 2012. Le couple se fiance le jour de la naissance de leur fille. Shayanna Jenkins prend le nom d'Hernandez en 2015, bien qu'ils ne se soient jamais mariés. Ils s'installent ensemble dans une grande maison de 660 m2 à North Attleborough qu'ils achètent pour 1,3 million de dollars. À la suite de l'emprisonnement d'Aaron Hernandez en 2013, la justice leur interdit de se marier afin que Shayanna puisse témoigner aux procès sans invoquer le droit de retrait de l'épouse.

## Palmarès
La courte carrière professionnelle de football américain d'Aaron Hernandez ne lui permet pas d'avoir un palmarès important. Elle s'arrête brutalement alors qu'il est aux portes d'être sélectionné pour le Pro Bowl. Sa seule récompense individuelle en National Football League est un titre de meilleur débutant de la semaine lors de la quinzième journée de la saison 2010 de la NFL.
Jeune joueur talentueux, meilleur joueur lycéen de l'année du Connecticut en 2006, Hernandez obtient ses principales récompenses individuelles lors de sa dernière saison universitaire avec les Gators de la Floride en 2009. Désigné meilleur tight end de la saison, il reçoit le John Mackey Award et est dans la meilleure équipe de la conférence SEC et dans la meilleure équipe de la nation, également appelé All-American Team. La plaque commémorative de cette performance est retirée du campus de l'Université de Floride en 2013 après son arrestation pour meurtre. Hernandez remporte avec les Gators cette saison-là le prestigieux BCS National Championship Game, une année après avoir été champion de la conférence SEC.

## Statistiques
| Année  | Équipe                             | MJ     |     | Passes réceptionnées | Passes réceptionnées | Passes réceptionnées | Passes réceptionnées |       | Courses | Courses | Courses | Courses |  | Fumbles | Fumbles |
| Année  | Équipe                             | MJ     | Nb. | Yards                | Moy.                 | TD                   | Nb.                  | Yards | Moy.    | TD      | Nb.     | Perdus  |  |         |         |
| 2010   | Patriots de la Nouvelle-Angleterre | 14     | 45  | 563                  | 12,5                 | 6                    | 3                    | 47    | 15,7    | 0       | 0       | 0       |  |         |         |
| 2011   | Patriots de la Nouvelle-Angleterre | 14     | 79  | 910                  | 11,5                 | 7                    | 5                    | 45    | 9       | 0       | 1       | 1       |  |         |         |
| 2012   | Patriots de la Nouvelle-Angleterre | 10     | 51  | 483                  | 9,5                  | 5                    | 1                    | 5     | 5       | 0       | 0       | 0       |  |         |         |
| Totaux | Totaux                             | Totaux | 175 | 1 956                | 11,2                 | 18                   | 9                    | 97    | 10,8    | 0       | 1       | 1       |  |         |         |

| Année  | Équipe                             | MJ     |     | Passes réceptionnées | Passes réceptionnées | Passes réceptionnées | Passes réceptionnées |       | Courses | Courses | Courses | Courses |  | Fumbles | Fumbles |
| Année  | Équipe                             | MJ     | Nb. | Yards                | Moy.                 | TD                   | Nb.                  | Yards | Moy.    | TD      | Nb.     | Perdus  |  |         |         |
| 2010   | Patriots de la Nouvelle-Angleterre | 1      | 1   | 4                    | 4                    | 0                    | -                    | -     | -       | -       | 0       | 0       |  |         |         |
| 2011   | Patriots de la Nouvelle-Angleterre | 3      | 19  | 188                  | 9,9                  | 2                    | 8                    | 70    | 8,8     | 0       | 0       | 0       |  |         |         |
| 2012   | Patriots de la Nouvelle-Angleterre | 2      | 15  | 168                  | 11,2                 | 0                    | 1                    | 6     | 6       | 0       | 0       | 0       |  |         |         |
| Totaux | Totaux                             | Totaux | 35  | 360                  | 10,3                 | 2                    | 9                    | 76    | 8,4     | 0       | 0       | 0       |  |         |         |

## Style de jeu et personnalité

### Style de jeu
Aaron Hernandez est un tight end mobile, polyvalent et l'un des meilleurs receveurs à la passe à ce poste. Il est capable de s'aligner dans de multiples formations, à la fois à l'intérieur, à l'extérieur, comme flanker, en split end, et même en fullback et en running back. Athlète d'1,85 mètre et de plus de 110 kilos, Hernandez est régulièrement positionné au poste de wide receiver par les Patriots. Sa polyvalence permet à son équipe de tromper les défenses adverses qui ont des difficultés à anticiper le personnel et le positionnement des Patriots.
Il est à la fois plus rapide et vif que la majorité des linebackers de la NFL et plus physique que les safetys,,. L'une de ses principales qualités est qu'il a de bonnes mains pour attraper les ballons. Une fois balle en main, il provoque de nombreux plaquages ratés grâce à des mouvements désorientant ses adversaires. Hernandez n'est pas un bon bloqueur, voire un bloqueur médiocre sur les jeux de course.

### Personnalité
Aaron Hernandez avait une double personnalité, à la fois un gentil jeune homme qui peut appeler ses anciens entraîneurs pour dire qu'il les aime, et un mauvais garçon, violent, dangereux et furieux. Jeune, il est en avance sur ses camarades physiquement, mais est socialement en retard. Les examens de personnalité lors de la draft 2010 de la NFL confirment cette faible maturité sociale. Après la mort de son père, il est énervé en permanence et tombe dans la drogue. Le shérif de la prison du comté de Bristol considère qu'il a des tendances sociopathes depuis le décès de son père. Il est décrit comme un excellent menteur et ayant la capacité de s'intégrer dans différents milieux comme un caméléon.
Après la mort de Hernandez, un ancien coéquipier du temps du lycée, Dennis SanSoucie, raconte avoir entretenu une relation homosexuelle cachée avec Aaron. SanSoucie déclara que Hernandez était terrifié à l'idée que son père le découvre.

### Tatouages
Les deux bras d'Aaron Hernandez sont tatoués de l'épaule aux poignets. À son épaule droite, il a un tatouage représentant les mains de Dieu, une indication pour son grand frère, pour son père et le jour de sa mort. En dessous, le soleil est présent pour rappeler les jours heureux qu'il a eu avec son père. En descendant son bras droit, des nuages et la pluie sont présents et enfin des anges près de son poignet droit car « tout se termine au paradis ».
Sur son épaule gauche, il y a les mains de Jésus sur la croix pour rappeler la douleur qu'il a traversé. Les citations préférées de son père sont présentes en dessous, notamment un large « If it is to be, it is up to me » (« Si ce doit être, cela dépend de moi »), puis « self made » et une toile d'araignée. En descendant vers le poignet, Hernandez a un tatouage rendant hommage à ses parents et enfin un ballon de football américain.
En prison, il se fait tatouer un tatouage dans le cou avec les inscriptions « Lifetime Loyalty » (« Loyauté à vie ») sur une étoile à cinq branches. Il se fait également inscrire les initiales des jumeaux Mike et Maurkice Pouncey sur le bras gauche.
Lors du procès du double homicide en 2017, ses accusateurs tentent d'utiliser plusieurs tatouages d'Hernandez comme preuves contre lui. Huit mois après le drame, Hernandez s'est fait tatouer un pistolet fumant en train de tirer et un message au revers de son bras avec l'inscription « God forgives » (« Dieu pardonne »). Un autre tatouage avec un barillet de pistolet et cinq balles intrigue l'accusation,.

### Média
Du sport au meurtre : Dans la tête d'Aaron Hernandez (Killer Inside: The Mind of Aaron Hernandez), mini-série de 3 épisodes d'environ 65 minutes, produit par Netflix, sortis le 15 janvier 2020.
En 2024, la première saison d'American Sports Story produit par FX (chaîne de télévision), est consacré à l'affaire Aaron Hernandez qui évoque le début de sa célébrité jusqu'à son emprisonnement.